# Oezbekistan op het Türkvizyonsongfestival
Oezbekistan neemt sinds de eerste editie in 2013 deel aan het Türkvizyonsongfestival. Het land heeft in totaal 3 keer deelgenomen aan het festival.

## Geschiedenis

### 2013
Oezbekistan was een van de 25 deelnemende landen en regio's aan het eerste Türkvizyonsongfestival in 2013. De Oezbeekse omroep besloot intern te bepalen welke artiest naar het Turkse Eskişehir zou gaan. De keuze viel op Shahzoda met het nummer Medlenno. Om onbekende redenen werd beslist om Shahzoda toch niet naar het festival te laten gaan, maar om te kiezen voor Nilufar Usmonova. Hierdoor veranderde ook het lied waarmee Oezbekistan zou aantreden naar Unutgin. In Turkije moesten alle landen eerst aantreden in de halve finale. Deze werd overleefd waardoor Usmonova twee dagen later mocht optreden in de finale. Hierin was Oezbekistan als laatste aan de beurt. Usmonova kreeg 173 punten en finishte daarmee elfde, en voorlaatste.

### 2014
Reeds eind juli meldde Tarana Records dat het land opnieuw zou deelnemen aan het festival. Ook voor deze editie zou de omroep intern bepalen wie naar Kazan zou trekken. Later bleek dat de keuze was gevallen op Aziza Nizamova en haar lied Dunyo bolsin omon.
Op het festival moesten alle inzendingen opnieuw aantreden in een halve finale waarvan enkel de beste vijftien doorgingen naar de finale. In die halve finale kwam Oezbekistan als vijfde aan de beurt, na Georgië en voor Albanië. Met 172 punten eindigde Nizamova op de tiende plaats en kwalificeerde ze zich voor de finale. Daarin trad ze als vierde aan. Oezbekistan kreeg ditmaal 183 punten, wat neerkwam op een gedeelde zevende plaats. Dit is tot op heden nog steeds de beste prestatie voor Oezbekistan op het festival.

### 2015
Ook in 2015 besloot de Oezbeekse omroep om een deelnemer naar het festival te sturen. Opnieuw werd intern gekozen welke artiest naar Istanboel mocht gaan. Ditmaal viel de keuze op het duo KaaPlya & Hurdona. 
Voor het eerst was er geen halve finale op het Türkvizyonsongfestival, maar traden alle 21 deelnemers aan in één grote finale. Oezbekistan was als zestiende aan de beurt, na de inzending van Gagaoezië en voor Roemenië. In tegenstelling tot de vorige deelnames verging het de Oezbeken veel minder: KaaPlya & Hurdona kregen 119 punten en eindigden laatste. Opvallend is dat de inzending van Wit-Rusland, die voorlaatste eindigde, dezelfde titel had als die van Oezbekistan.

### 2020
Toen het festival in 2020 heropgestart werd, nam Oezbekistan niet meer deel.

## Oezbeekse deelnames
| Jaar | Artiest           | Titel             | Fin. | Ptn. | Semi | Ptn. | Taal     |
| ---- | ----------------- | ----------------- | ---- | ---- | ---- | ---- | -------- |
| 2013 | Nilufar Usmonova  | Unutgin           | 11   | 173  | -    | -    | Oezbeeks |
| 2014 | Aziza Nizamova    | Dunyo bolsin omon | 7    | 183  | 10   | 172  | Oezbeeks |
| 2015 | KaaPlya & Hurdona | Azadlık           | 21   | 119  |      |      | Oezbeeks |

| Kleur | Betekenis      |
| ----- | -------------- |
|       | Eerste plaats  |
|       | Tweede plaats  |
|       | Derde plaats   |
|       | Laatste plaats |
|       | Gastland       |